# Giddings (Teksas)
Giddings je grad u američkoj saveznoj državi Teksas. Prema popisu stanovništva iz 2010. u njemu je živjelo 4.881 stanovnika.